# Wolf Haio Zimmermann
Wolf Haio Zimmermann (* 23. Juli 1941 in Budweis) ist ein deutscher Prähistoriker und Hochschullehrer.

## Werdegang
Wolf Haio Zimmermann ist Absolvent der Graf-Anton-Günther-Schule in Oldenburg (Oldb). Von 1962 bis 1963 studierte er Ur- und Frühgeschichte (Hauptfach), Volkskunde, Anthropologie und Völkerkunde an der Universität Tübingen, von 1963 bis 1964 Urgeschichte (Hauptfach), Paläoethnobotanik und klassische Archäologie an der Rijksuniversiteit Groningen und von 1964 bis 1971 Ur- und Frühgeschichte (Hauptfach), Volkskunde und Germanistik. Er wurde 1971 an der philosophischen Fakultät der Universität Göttingen zum „Dr. phil.“ promoviert. Seine Dissertation schrieb er über „Urgeschichtliche Opferfunde aus Flüssen, Mooren, Quellen und Brunnen Südwestdeutschlands; Ein Beitrag zu den in Opferfunden vorherrschenden Fundkategorien“
Von 1971 an arbeitete Zimmermann als wissenschaftlicher Mitarbeiter am Niedersächsischen Institut für historische Küstenforschung. Von 1971 bis 1986 leitete er dort das DFG-Forschungsprogramms „Entwicklungsgeschichte einer Siedlungskammer (Flögeln)“. Seit 1992 war er stellvertretender Institutsleiter und Abteilungsleiter der Kulturwissenschaftlichen Abteilung des NIhK in Wilhelmshaven. Seit 2000 war er Institutsleiter als Nachfolger von Karl-Ernst Behre in der beamtenrechtlichen Stellung eines Leitenden wissenschaftlichen Direktors. 2006 trat er in den Ruhestand. In einer Veranstaltung aus diesem Anlass wurde ihm das ihm vom Bundespräsidenten verliehene Verdienstkreuz am Bande des Verdienstordens der Bundesrepublik Deutschland ausgehändigt.
Zimmermann lehrte am Institut für Vor- und Frühgeschichtliche Archäologie der Universität Hamburg mit den Schwerpunkten Siedlungsarchäologie und Hausforschung. 2005 wurde ihm der Professorentitel gemäß § 17 Hamburgisches Hochschulgesetz verliehen. Er lehrte auch in Berlin und Göttingen. 2009 wurde er Präsident der Ruralia, The Jean-Marie-Pesez-Conference on Medieval Rural Archaeology, 2015 deren Ehrenpräsident. Diese internationale wissenschaftliche Organisation hat die Archäologie mittelalterlicher und nachmittelalterlicher Siedlungen und des damaligen Lebens auf dem Land zum Thema. Seit 1979 war er korrespondierendes, seit 2002 ist er ordentliches Mitglied des Deutschen Archäologischen Instituts.

## Veröffentlichungen (Auszug)
- Ein Hortfund mit goldblechbelegter Plattenfibel und Goldarmreif von Eekhöltjen bei Flögeln (Niedersachsen). Germania 54, 1. Halbband, 1976, 1–16
- Die Siedlungen des 1. bis 6. Jahrhunderts nach Christus von Flögeln-Eekhöltjen, Niedersachsen: Die Bauformen und ihre Funktionen. Probleme der Küstenforschung im südlichen Nordseegebiet 19, 360 Seiten, 281 Abbildungen, 10 Falttafeln, Hildesheim 1992. ISBN  978-3-7848-1319-6
- Beitrag in: Friedrich-Wilhelm Wulf:  Archäologische Denkmale in der kreisfreien Stadt Wilhelmshaven, Hahnsche Buchhandlung, Hannover 1996, ISBN  978-3-7752-5660-5
- Pfosten, Ständer und Schwelle und der Übergang vom Pfosten- zum Ständerbau – Eine Studie zu Innovation und Beharrung im Hausbau. Zu Konstruktion und Haltbarkeit prähistorischer bis neuzeitlicher Holzbauten von den Nord- und Ostseeländern bis zu den Alpen, in: Probleme der Küstenforschung im südlichen Nordseegebiet 25, 1998, S. 9–241.